# Face-Off (Beverly Hills, 90210)
Face-Off is de zeventiende aflevering van het zevende seizoen van het tienerdrama Beverly Hills, 90210, die voor het eerst werd uitgezonden op 29 januari 1997.

## Verhaal
Donna is nog steeds bang nu het bekend is dat Garrett Slan weer vrij is. Ze proberen een permanent straatverbod te krijgen voor hem. Als ze bij de rechter zijn om dit te eisen dan horen ze dat ze dit niet krijgen en dus is Slan een vrij man. Als Donna op de universiteit alleen in een klas is dan komt Slan ineens binnen en zegt dat hij alleen wil praten maar Donna rent weg. David en Tom gaan langs het huis van Slan om hem duidelijk te maken dat hij hun met rust moet laten, dit loopt uit de hand en de politie maakt hier een eind aan. Het blijkt dat de politie aan het posten was voor het huis om hem in de gaten te houden. Als Donna naar bed wil dan ontdekt ze een dode rat in haar bed en nu is ze helemaal bang. Donna haalt David op in de After Dark en dan komt Slan weer binnen en na een felle discussie slaat Slan David in zijn gezicht. Nu hebben ze iets om terug te gaan naar de rechtbank om weer een straatverbod te vragen. Dit wordt nu ingewilligd en Slan krijgt een straatverbod. Als ze weg willen lopen dan vertelt Slan dat hij de stad verlaat en dat zijn problemen dan over zijn maar hun problemen beginnen dan pas. Als Donna thuis komt en haar antwoordapparaat afluistert dan staat daar weer de stem op die haar bedreigt. We zien dat de persoon een trui aanheeft van C.U..
Kelly komt langs het huis van David en Tom om iets af te geven en alleen Tom is thuis. Na een beetje geflirt gaan ze samen naar de bioscoop. Daarna gaan ze wat drinken bij de Peach Pitt en Valerie die binnenkomt ziet hun beide zitten. Ze maakt aan Tom duidelijk dat ze hier niet blij mee is en dat Kelly alleen met hem gaat om haar een hak te zetten. Later op de dag doen Brandon en Tom doen mee aan een ijshockeywedstrijd en worden tegenstanders van elkaar. Brandon komt daar met Tracy en Tom met Kelly. Als de wedstrijd gaat beginnen dan kust Tom Kelly, dit tot ergernis van Valerie en Brandon. Valerie ergert zich omdat zij ook verliefd is op Tom en Brandon is jaloers op Tom vanwege Kelly. In de wedstrijd maken ze smerige overtredingen op elkaar. Na de wedstrijd praten Brandon en Tom het uit en Brandon zegt tegen Tracy dat hij niet weet waarom hij zo deed. Hij verklaart zijn liefde aan Tracy die hier blij mee is.
Clare en Steve krijgen een mogelijk om op een huis te passen zolang de bewoners weg zijn. Op begin zijn ze enthousiast en zijn volle moed om ergens alleen met zijn tweeën te wonen. Maar later begint het ze te vervelen en willen toch weer terug naar hun normale leven.

## Rolverdeling
- Jason Priestley - Brandon Walsh
- Jennie Garth - Kelly Taylor
- Ian Ziering - Steve Sanders
- Brian Austin Green - David Silver
- Tori Spelling - Donna Martin
- Tiffani Thiessen - Valerie Malone
- Joe E. Tata - Nat Bussichio
- Kathleen Robertson - Clare Arnold
- Jill Novick - Tracy Gaylian
- Kane Picoy - Tom Miller
- Trevor Edmond - Evan Potter
- David Bowe - Garrett Slan